# Cynathea
Cynathea Simon, 1895 è un genere di ragni appartenente alla famiglia Thomisidae.

## Distribuzione
Le tre specie note di questo genere sono diffuse in Africa occidentale: la specie dall'areale più vasto è la C. bicolor Simon, 1895, reperita in alcune località della regione

## Tassonomia
Non sono stati esaminati esemplari di questo genere dal 1964.
A giugno 2014, si compone di tre specie:
- Cynathea bicolor Simon, 1895 — Africa occidentale
- Cynathea mechowi (Karsch, 1881) — Angola
- Cynathea obliterata Simon, 1895[2] — Gabon

### Specie trasferite
- Cynathea rutenbergi (Karsch, 1881); trasferita al genere Cyriogonus Simon, 1886[1].
- Cynathea vinsoni (Thorell, 1875); trasferita al genere Cyriogonus Simon, 1886[1].